# Gerichtsverhandlung

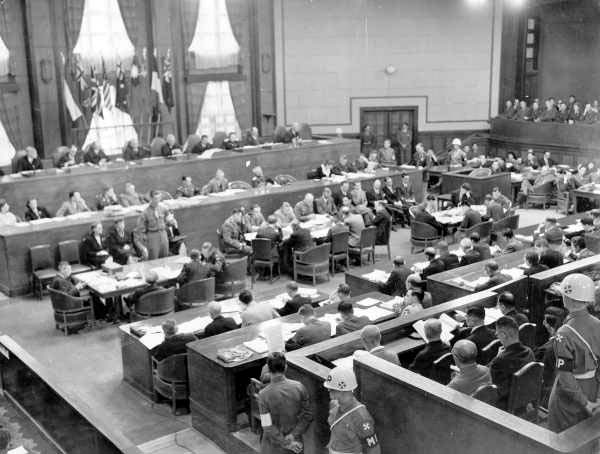
Gerichtsverhandlung im Rahmen der Tokioter Prozesse 1946

Unter einer Gerichtsverhandlung, umgangssprachlich auch Gerichtstermin, seltener auch Gerichtssitzung, versteht man die zur Entscheidungsfindung vorgenommene mündliche Erörterung eines Sachverhalts vor Gericht. Im deutschen Strafverfahren heißt die Gerichtsverhandlung Hauptverhandlung. Im Zivilprozess und in anderen Verfahrensarten (Verwaltungsprozess, finanzgerichtliches Verfahren, sozialgerichtliches Verfahren, arbeitsgerichtliches Verfahren), spricht man von mündlicher Verhandlung.

## Ablauf und Zweck
Die Verhandlung vor dem entscheidenden Gericht ist das Kernstück des Gerichtsverfahrens. In einem nach festen Regeln (Prozessrecht) ablaufenden Verfahren unter Anwesenheit und Beteiligung der Prozessparteien und/oder ihrer Bevollmächtigten sowie anderer Beteiligter (Zeugen, Sachverständige usw.) werden durch den Vortrag und durch die Erörterung des Prozessstoffs die Voraussetzungen für die abschließende Entscheidung des Gerichts geschaffen.
Das Gerichtsverfahren ist auf die Verhandlung konzentriert. Bei der Entscheidung ist nur das zu verwerten, was Gegenstand der Verhandlung war. Das schriftliche Vorbringen der Parteien vor der Verhandlung dient grundsätzlich nur deren Vorbereitung. Sachanträge und Anträge auf Durchführung einer Beweisaufnahme (Beweisanträge) müssen in der Verhandlung auch dann ausdrücklich gestellt werden, wenn sie zuvor angekündigt worden sind.
Das Recht auf Durchführung einer mündlichen Verhandlung ist verzichtbar. Die Entscheidung ergeht in diesem Fall im schriftlichen Verfahren. Dies begründet sich daraus, dass Art. 6 Abs. 1 Satz 1 EMRK nur vorschreibt, dass die Prozessparteien eine mündliche Verhandlung verlangen können. Verzichten aber die Parteien aus freien Stücken auf eine solche mündliche Verhandlung, steht dies zu ihrer Disposition.
Bei ordnungsgemäßer Ladung zur streitigen Verhandlung darf im Zivilprozess auch in Abwesenheit einer Prozesspartei oder ihres Bevollmächtigten verhandelt und durch Versäumnisurteil entschieden werden.

## Bedeutung der Gerichtsverhandlung
Die Gewährleistung einer Gerichtsverhandlung ist eine Ausprägung des Rechtsstaatsprinzips des Grundgesetzes. Die Prozessbeteiligten sollen nicht Außenstehende oder Unterworfene des Prozesses sein, sondern aktiv unter Ausübung von Verfahrensrechten an der Gestaltung des Gerichtsverfahrens mitwirken. Die Verhandlung ist zentrales Instrument zur Gewährleistung des durch das Grundgesetz verbürgten Anspruchs der Prozessbeteiligten auf Gewährung des rechtlichen Gehörs.
Das Recht, sich vor dem Gericht in eigenen Angelegenheiten im Rahmen einer Verhandlung äußern zu können, gehört auch zu den Menschenrechten. Art. 6 Abs. 1 Satz 1 EMRK lautet:

„Jede Person hat ein Recht darauf, dass über Streitigkeiten in Bezug auf ihre zivilrechtlichen Ansprüche und Verpflichtungen oder über eine gegen sie erhobene strafrechtliche Anklage von einem unabhängigen und unparteiischen, auf Gesetz beruhenden Gericht in einem fairen Verfahren, öffentlich und innerhalb angemessener Frist verhandelt wird.“

Diesem Recht muss bei der Ausgestaltung des Prozessrechts Rechnung getragen werden. Der Gesetzgeber darf gemäß Art. 6 EMRK das Gerichtsverfahren nicht so weit vereinfachen und beschleunigen, dass die Prozessparteien nicht wenigstens in einer Instanz Zugang zu einer Gerichtsverhandlung erhalten. Der Bedeutung der Gerichtsverhandlung entsprechend dürfen gerichtliche Entscheidungen in der Hauptsache (z. B. Klageverfahren, Strafverfahren) grundsätzlich nur aufgrund einer gerichtlichen Verhandlung ergehen. Für Nebenverfahren und andere vorbereitende und begleitende Verfahren (z. B. Strafbefehlsverfahren, Prozesskostenhilfeverfahren, vorläufiger Rechtsschutz usw.) gilt das Erfordernis der Verhandlung nicht.
Eine ohne notwendige Gerichtsverhandlung ergehende Entscheidung ist (grob) fehlerhaft und ggf. im Rechtsmittelverfahren aufzuheben. Bei einem Richterwechsel nach einer notwendigen Gerichtsverhandlung kann das Urteil nur von denjenigen Richtern gefällt werden, welche der dem Urteil zugrunde liegenden Verhandlung beigewohnt haben (§ 309 ZPO). Gegebenenfalls muss vor den erkennenden Richtern erneut verhandelt werden.

## Prozessmaximen
Für gerichtliche Verhandlungen gelten die grundlegenden Prozessmaximen der Öffentlichkeit, der Mündlichkeit und der Unmittelbarkeit.

### Öffentlichkeit
Die gesamte Verhandlung, also nicht nur die Verkündung der Entscheidung, muss grundsätzlich unter Beteiligung der Öffentlichkeit erfolgen (§ 169 Satz 1 GVG). Dies soll die Kontrolle der gerichtlichen Tätigkeit durch die Öffentlichkeit gewährleisten und Geheimverfahren und willkürliche Verfahrensweisen verhindern. Ausnahme: Ausschluss der Öffentlichkeit etwa zum Schutz von Jugendlichen, im überwiegenden Interesse von Beteiligten (z. B. Disziplinarverfahren). Öffentlichkeit meint die persönliche Anwesenheit von Zuhörern, Pressevertretern und anderen unbeteiligten Personen. Fernseh-, Rundfunk-, Filmaufnahmen zum Zwecke der öffentlichen Vorführung oder Veröffentlichung ihres Inhalts sind demnach zwar dem Grundsatz nach unzulässig, können aber unter den in § 169 GVG im Einzelnen bezeichneten Voraussetzungen zugelassen werden.

### Mündlichkeit
Vor dem Gericht wird durch mündlichen Vortrag und Erörterung verhandelt. Die mündliche Besprechung kann je nach Prozessordnung durch ein schriftliches Verfahren ersetzt werden.

### Unmittelbarkeit
Die Verhandlung erfolgt in unmittelbarem, direktem Kontakt des Gerichtes zu den Prozessparteien und Prozessbeteiligten an einem vom Gericht bestimmten Ort (dies muss nicht der Sitz des Gerichtes sein) oder mit Hilfe eines durch technische Hilfsmittel vermittelten unmittelbaren visuellen Kontakts (Zuschaltung zu einer elektronischen Konferenz). Eine bloß fernmündliche Verhandlung (Telefonkonferenz) ist nicht ausreichend.

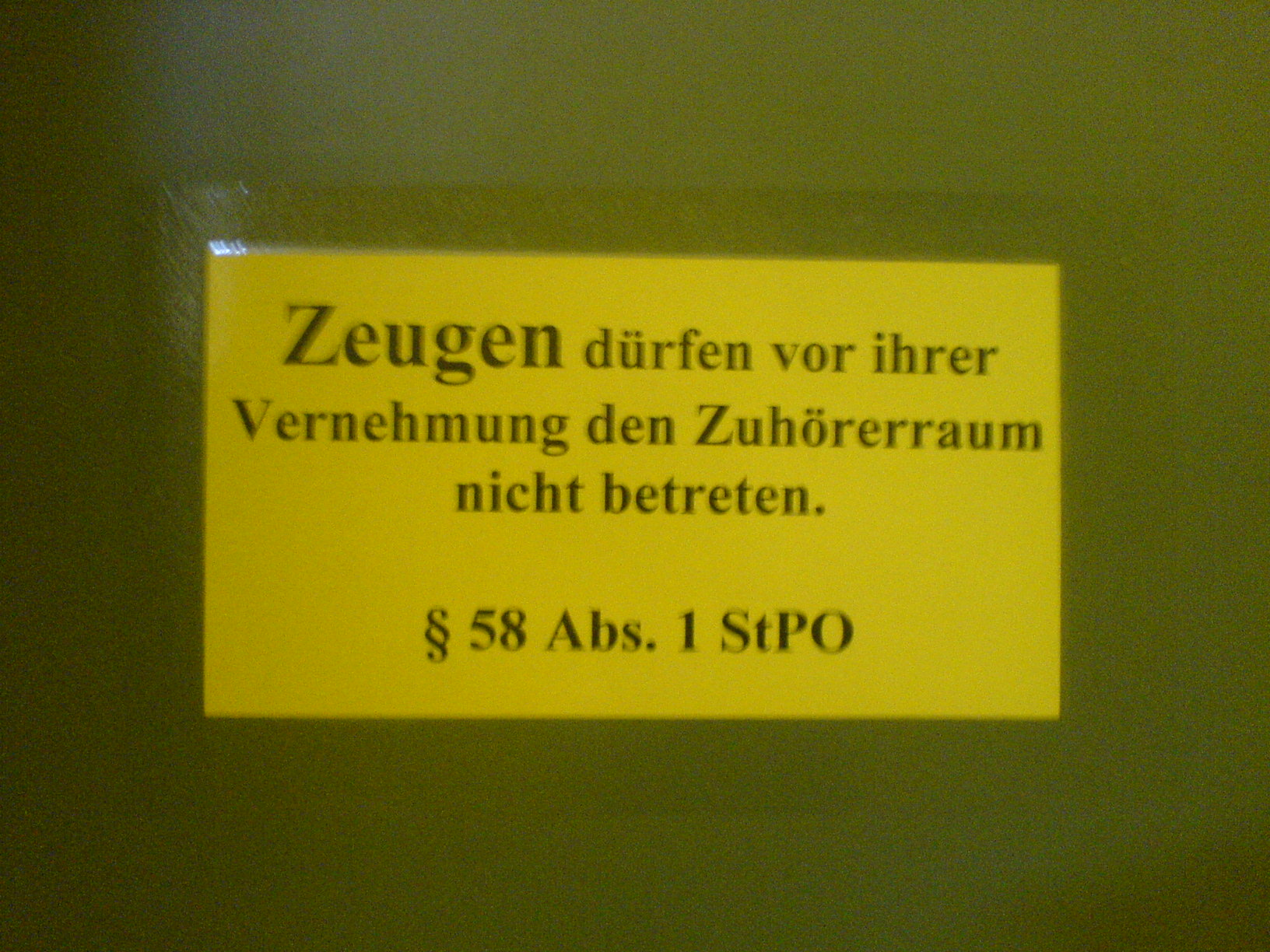
Hinweisschild für Zeugen

## Höflichkeit und Respekt
Zu Beginn, bei der Vereidigung von Zeugen und Sachverständigen und bei der Urteilsverkündung während einer Gerichtsverhandlung erheben sich weltweit (in der Türkei nur bei Vereidigung von Zeugen und bei der Verkündung der Urteilsformel) alle Beteiligten von ihren Plätzen. Dies geschieht aus Höflichkeit und Respekt gegenüber dem Gericht. Für Gerichtssitzungen im Straf- und Bußgeldverfahren nach dem deutschen Gerichtsverfassungsgesetz empfiehlt eine Richtlinie:

„Beim Eintritt des Gerichts zu Beginn der Sitzung, bei der Vereidigung von Zeugen und Sachverständigen und bei der Verkündung der Urteilsformel erheben sich sämtliche Anwesende von ihren Plätzen. Im Übrigen steht es allen am Prozess Beteiligten frei, ob sie bei der Abgabe von Erklärungen und bei Vernehmungen sitzen bleiben oder aufstehen.“

Das Aufstehen auch nach kurzen Verhandlungspausen kann nicht verlangt werden.
Im März 2012 verwarf das Bundesverfassungsgericht die Verfassungsbeschwerde eines Mitglieds des Hells Angels Motorcycle Club. Dieses hatte dagegen geklagt, dass Motorradwesten („Kutten“) mit der Aufschrift „Hells Angels“ während einer Gerichtsverhandlung verboten wurden.
Die im Frühjahr 2019 in Russland oder der Ukraine immer noch üblichen Metallkäfige im Gerichtssaal entsprachen nicht den international üblichen Ansprüchen bezüglich der Wahrung der Würde eines Angeklagten.